# باربرا (فلم)
باربرا هو فيلم من نوع دراما أُصدر في 11 فبراير 2012. الفيلم من توزيع بيم للتوزيع ‏، وهو من إخراج كريستيان بيتزولد، أما السيناريو فكان من كتابة كريستيان بيتزولد وهارون فاروكى.

## القصة
تقع أحداث الفيلم في بحر البلطيق. وقصة الفيلم الرئيسية حول الحرب الباردة.

## طاقم التمثيل
- كلوديا غايسلر  [لغات أخرى]‏
- آليشيا فون رتبيرج
- بيتر فايس  [لغات أخرى]‏
- سوزان بورمان  [لغات أخرى]‏
- كيرستن بلوك  [لغات أخرى]‏
- رونالد زيهرفيلد
- Jannik Schümann [الإنجليزية]‏
- ياسنا فريتزي باور [الإنجليزية]‏
- Thomas Neumann  [لغات أخرى]‏
- Rosa Enskat  [لغات أخرى]‏
- Thomas Bading  [لغات أخرى]‏
- Peer-Uwe Teska  [لغات أخرى]‏
- بيتر بنديكت [الإنجليزية]‏
- Irene Rindje  [لغات أخرى]‏
- نينا هوس
- مارك واشكي
- راينر بوك

## الإنتاج
موسيقى الفيلم التصويرية كانت من تأليف Stefan Will ‏.

## وصلات خارجية
- باربرا على موقع IMDb (الإنجليزية)
- باربرا على موقع ميتاكريتيك (الإنجليزية)
- باربرا على موقع روتن توميتوز (الإنجليزية)
- باربرا على موقع قاعدة بيانات الأفلام العربية
- باربرا على موقع ألو سيني (الفرنسية)
- باربرا على موقع Turner Classic Movies (الإنجليزية)
- باربرا على موقع أول موفي (الإنجليزية)
- باربرا على موقع بوكس أوفيس موجو (الإنجليزية)
- باربرا على موقع فيلمافينيتي (الإسبانية)
- باربرا على موقع قاعدة بيانات الأفلام السويدية (السويدية)